# Josef Kostohryz
Josef Kostohryz (25. prosince 1907 Křenovice – 24. května 1987 Praha) byl český spisovatel, překladatel a politický vězeň; byl odsouzen ve vykonstruovaném politickém procesu na doživotí.

## Biografie
Od roku 1927 přispíval do řady periodik, např. Studentský časopis, Lidové noviny, Řád, Lumír, Rozhledy po literatuře a umění, Obnova, Host do domu, Katolické noviny, atd. Po maturitě (1927), studoval filozofii, češtinu a francouzštinu na filosofické fakultě UK. Po vystudování složil zkoušku pro učitele na střední škole (1934). Poté odjel na stipendium do Itálie, kde byl lektorem češtiny v Ústavu pro východní Evropu v Římě.
Po návratu (1936) začal učit na gymnáziu v Praze, kde učil až do roku 1945. Poté pracoval na ministerstvu informací a od roku 1949 byl vedoucím administrativy Národní galerie v Praze, tuto funkci vykonával až do svého zatčení (1951). O rok později byl odsouzen ve vykonstruovaném procesu se „Zelenou internacionálou“ za velezradu na doživotí, propuštěn byl až roku 1963, rehabilitován v r. 1990.
Po svém propuštění se živil jako překladatel. Spolu s Hanou Uhlířovou přeložil Druhé pohlaví od francouzské intelektuálky Simone de Beauvoir (Praha 1966).

## Dílo

### Poezie
- Prameny ústí, 1934;
- Rekviem, 1944;
- Ať zkamení, 1946;
- Jednorožec mizí, 1969;
- Přísný obraz, 1970;
- Eumenidy, 1981 (Mnichov);
- Melancholie, 1991;
- Strmá nenaděj, 1987 samizdat, 1994 výbor z díla;
- Básně, 2009;
- Povídky a jiné prózy, 2009;

### Ostatní tvorba
- Paraple paní Černé, 1975 pod jménem Zdena Hadrbolcová, jedná se o detektivní román.

Kromě vlastní tvorby překládal z francouzštiny, italštiny, angličtiny, polštiny, španělštiny a němčiny .